# マイコプラズマ肺炎
マイコプラズマ肺炎（マイコプラズマはいえん）は、マイコプラズマ（ラテン語：Mycoplasma属の真正細菌；Mycoplasma pneumoniae）を主な原因とした呼吸器系の感染症。肺炎球菌による肺炎とは異なる種類の肺炎であるということから、非定型肺炎または異型肺炎とも呼ばれているが、異型肺炎の呼び名は使われなくなりつつある。
感染様式は飛沫感染と濃厚接触による接触感染であり、潜伏期は1 - 4週間程度（通常は、2 - 3週間）。病原体が気道粘液（痰）に排出されるのは発症前2〜8日から起こり、臨床症状発現時に最大となり、高いレベルの排出が1週間程度続き、徐々に減少しながら4〜6週間以上病原体の排出は継続する。
治療は抗生物質によって行われるが、耐性を持つ菌種も存在する。確定診断の遅れにより重症化することもある。成人は重症化リスクが高く重症化すると胸水貯留、呼吸不全を引き起こす可能性がある。

## 疫学
日本での感染症発生動向調査によれば、一年を通して感染が報告されるが晩秋から早春にかけてが多く、患者の年齢は幼児期、学童期、青年期（5歳から35歳）が中心である。流行は学童から始まり家庭内感染へと広まる。病原体分離例でみると7歳から8歳にピークがある。5歳未満の幼児では、マイコプラズマに感染しても、軽症状か不顕感染の場合が多い。欧米では、寄宿舎、軍隊、サマースクール、学校、家庭内などの閉鎖集団での発生が多いとされている。感染拡大の速度は遅い。感染により免疫を獲得するが生涯続く免疫ではなく、再感染する。

### 日本
夏季オリンピックが行われる年に流行する（4年に1度流行する）傾向があるとして「オリンピック熱」とも呼ばれているが、1984年と1988年に大きな流行があった以降は、傾向が崩れている。クラリスロマイシンの臨床使用が開始された 1991年以降は周期的な流行は観測されず、2005年以降は散発的な小流行が繰り返されていた。
2011年は6月頃から患者数の増加が報告され、過去10年間で最多の感染者数が報告されている。報告数増加の要因は、迅速診断キットの普及や報告対象になっている基幹定点病院に入院を要するような重症例の増加、更に原因菌の薬剤耐性化などが挙げられている。追記 : 2024年11月14日現在、「マイコプラズマ肺炎」は、Googleの「急上昇ワード」に表示されていた。

### 海外
先進諸国でも2000年以後に散発的な小流行が見られたが、2010 - 11年頃より欧州や北米、イスラエル等で患者数の急増が報告されている。

## 病原体
病原体は、粘膜表面の細胞外で増殖する。増殖の結果、気管、気管支、細気管支、肺胞などの気道粘膜上皮を破壊する。特に気管支、細気管支の繊毛上皮が顕著に破壊され、粘膜の剥離、潰瘍の形成がみられる。
病原体は熱に弱く界面活性剤により失活する。

### 薬剤耐性
2000年にマクロライド系抗生物質への耐性菌株が日本の研究者により分離されて以降、耐性率は上昇を続けている。世界的にも増加を続けている。2011年の北里大学の調査では、80%が耐性菌株と報告されている。マクロライド高度耐性菌株は、従来有効とされていたエリスロマイシン(EM)、クラリスロマイシン(CAM)、アジスロマイシン(AZM)等にも明らかに高度耐性化を獲得しており2012年現在で耐性菌株に対し有効な薬剤は、ミノサイクリン(MINO)のみ。
マクロライド耐性化は、rRNA遺伝子のdomain Vにおける変異が原因で、作用標的である23S rRNA遺伝子の変異である。最も多い変異は、2063番目のアデニン(A)がグアニン(G)への変異、の他に2064番目のAがGへ変異した株等が確認されている。

## 症状
初期症状は、風邪症候群様の症状、いわゆる感冒様症状を呈する。37 - 38℃程度の発熱、疲労感、頭痛、のどの痛み、消化器症状、咳、発疹など。症状は個人差が大きく咳は、発症初期は喀痰を伴わない「乾いた咳」（dry cough,乾性咳嗽）であるが、時間の経過と共に咳は強くなり、解熱後も1ヶ月程度続くことも珍しくない。年長児や青年では、後期には喀痰を伴う「湿った咳」（wet cough,湿性咳嗽）となることもある。なお、前述の薬剤耐性と症状の重さに相関はない。
合併症として中耳炎、関節炎、無菌性髄膜炎、脳炎、肝炎、膵炎、心筋炎、寒冷凝集素症による溶血性貧血、ギラン・バレー症候群、スティーブンス・ジョンソン症候群などがある。

## 診断
マイコプラズマ迅速診断キットを使用せずに発症初期に症状、胸部レントゲン、白血球数から確定診断することは難しい。迅速性を重視した診断方法は、迅速診断キットと胸部レントゲンの併用、確定診断は細菌学的、血清診断微粒子凝集(PA)法、遺伝子学的（PCR法やLAMP法）などにて行う。病原体の培養が難しく、細菌学的培養には数日間程度の期間を必要とする為、培養検査は現実的ではない。IgM抗体検査（キット）あるいはPCR法による迅速検査が用いられるが、特異抗体の上昇には数日必要で判定の精度は悪い。
現在の日本では、ELISA法は保険診療適用外。鑑別診断が必要な疾患は、クラミジア肺炎、オウム病、肺結核など。

### 検査
血液検査所見：WBC - 10,000 cells/μl以下、CRP - 5mg/dl以下の場合が多い。血沈(ESR)：亢進が多い。白血球は増加しない事も多く、1万を越えるのは症例の15%程度とされている。
抗原検査
プライムチェック(アルフレッサファーマ)
イムノクロマト法により、咽頭ぬぐい液から肺炎マイコプラズマP1蛋白を検出する。P1蛋白は肺炎マイコプラズマが生体細胞に付着する際に用いられる蛋白で、感染局所に高頻度に発現している可能性の高い蛋白。検体抽出液をテストプレートに滴下してからの判定時間は5〜15分である。PCR法との比較では感度 91.7%、特異度92.7%と良好な結果となっている。
リボテスト(極東製薬、テイエフピー)
イムノクロマト法により、咽頭ぬぐい液から肺炎マイコプラズマのリボソーム蛋白であるL7/L12蛋白を検出する。検体抽出液をテストプレートに滴下してからの判定時間は15〜30分である。PCR法との比較では感度57.6%、特異度91.6%である。
抗体検査
イムノカード(テイエフピー)
セロディア-MYCO II(富士レビオ)
遺伝子検査
Loopamp マイコプラズマP検出試薬キット(栄研化学) - LAMP法で M. pneumoniae DNA を検出する。

## 治療
薬剤耐菌で無ければエリスロマイシン、クラリスロマイシン、アジスロマイシンなどのマクロライド系抗生物質が用いられる。ミノサイクリンなどのテトラサイクリン系抗生物質もよく用いられる。重症化した場合は、ステロイド投与が有効である。
テトラサイクリン系抗生物質耐性はプラスミドを介して伝播するため、プラスミドやトランスポゾンが機能しないマイコプラズマでは薬剤耐性が伝播しない。また、耐性菌に対しては、ケトライド系（ガレノキサシンなど）、リンコマイシン系、ニューキノロン系薬剤も有効である。細胞壁を持たないため、β-ラクタム系（ペニシリン系、セフェム系）の薬剤は効果がない。

## 予防
- ヒト：薬剤の予防投与は行われない。また、ワクチンは実用化されていない。
- ブタ：経口ワクチンが使用される。

## 関連法規
- 感染症法：五類定点把握疾患。（全国約500カ所の基幹定点から毎週報告）1999年4月施行の感染症法により、病原体診断を含んだ発生動向調査が行われている。
- 学校保健安全法：第三種その他の感染症。出席停止について明記された疾患ではない。